# Азмун, Манучехр
Манучехр Азмун (перс. منوچهر آزمون‎; 1930 или 29 сентября 1930, Тегеран — 9 апреля 1979) — член 24-го Национального собрания, министр труда и социальных дел в кабинете Амир-Аббаса Ховейды, губернатор Фарса в кабинете Джамшида Амузегара, а затем государственный министр в кабинете Джафара Шарифа Эмами. Он был казнён 9 апреля 1979 года. Он имеет докторскую степень в области политической экономии и социальных наук Кёльнского университета, Германия.